# Leucoplema dohertyii
Leucoplema dohertyii är en fjärilsart som beskrevs av W. Warren 1904. Leucoplema dohertyii ingår i släktet Leucoplema och familjen Uraniidae. Inga underarter finns listade i Catalogue of Life.